# Vogue, mon cœur
Pour plus de détails, voir Fiche technique et Distribution.
Vogue, mon cœur est un film français réalisé par Jacques Daroy, sorti en 1935.

## Fiche technique
- Titre : Vogue, mon cœur
- Réalisation : Jacques Daroy
- Scénario : Robert Chauvelot
- Photographie : Jean-Paul Goreaud
- Décors : Jean Douarinou
- Musique : Camille François et Maurice Yvain
- Société de production : Producteurs associés
- Pays d'origine :  France
- Format : noir et blanc — 35 mm — 1,37:1 — son mono
- Genre : Comédie
- Durée : 95 minutes
- Lieux de tournage : Cannes et ses environs pour les extérieurs et les Studios de Neuilly pour les intérieurs
- Date de sortie :
  - France : 29 novembre 1935[1]

## Distribution
- René Lefèvre : Jim
- Nicole Vattier : Ginette
- Charlotte Lysès : Marianne
- Henry Roussel : Lord Asbury
- Alice Tissot : la chanoinesse
- Claude May : Suzanne
- Jacques Maury : Jean-Loup
- Abel Tarride : Dumont-Vallier
- Véra Markels : la princesse Olga Nitchevine